# 스카이트랙스
스카이트랙스(영어: Skytrax)는 세계 최대의 공항과 항공사 서비스 평가 사이트이다.

## 세계 최우수 공항상

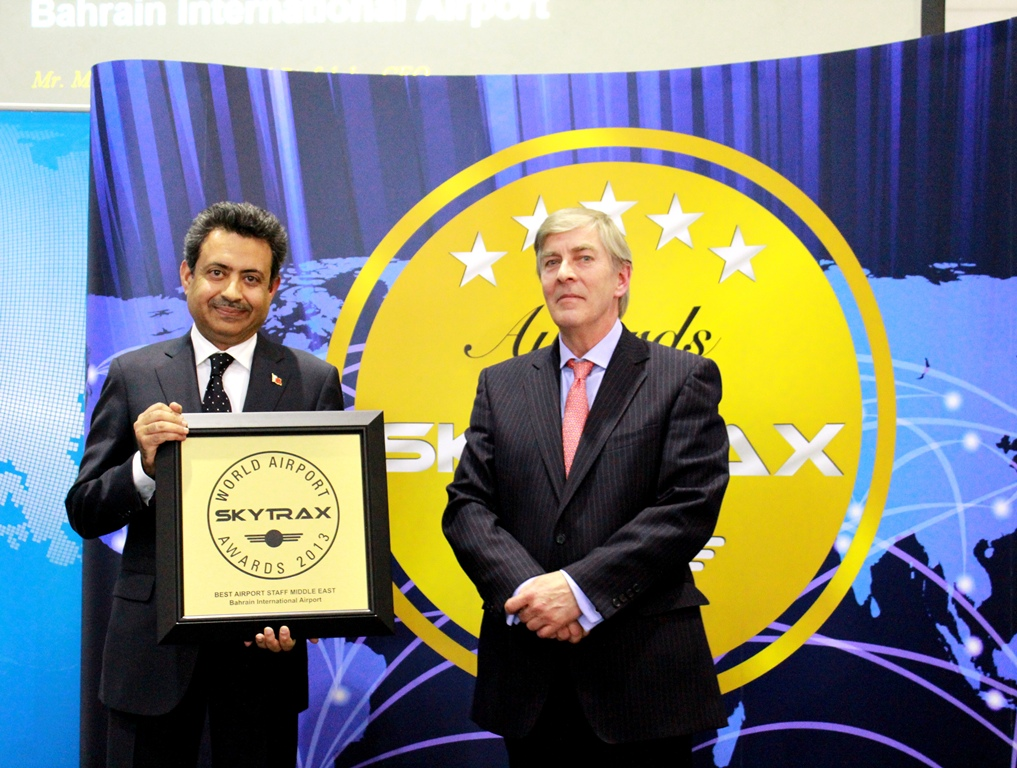
2013년 시상식에서 중동 최우수 공항 직원 부문을 수상한 바레인 국제공항 CEO가 수상을 받는 모습

### 부문 상
- 최우수 공항 부문
- 최우수 국내선공항 부문
- 최우수 승객수 부문
- 최우수 환승공항 부문
- 최우수 저가 터미널 부문
- 최우수 공항 쇼핑 부문
- 최우수 공항 식사 부문
- 최우수 공항 보안 부문
- 최우수 공항 여가 편의시설 부문

#### 최우수 지역권 부문
최우수 지역권 부문은 아래와 같이 나뉜다.
- 아프리카 부문
- 오스트레일리아/태평양 부문
- 아시아 부문
- 아시아 & 인도 부문
- 중국 부문
- 중동 부문
- 유럽 부문
- 러시아/독립국가연합 부문
- 북아메리카 부문
- 남아메리카 부문
- 아메리카/카리브해 부문
- 북유럽 부문
- 동유럽 부문
- 남유럽 부문
- 서유럽 부문
- 중앙유럽 부문

#### 세계 최우수 공항 터미널 부문
| 년도   | 순위 | 국적         | 공항명                     | 터미널      | 출처  |
| ------ | ---- | ------------ | -------------------------- | ----------- | ----- |
| 2019년 | 1    | 영국         | 히드로 공항                | T5          | [ 2 ] |
| 2019년 | 2    | 싱가포르     | 싱가포르 창이 공항         | T3          | [ 2 ] |
| 2019년 | 3    | 독일         | 뮌헨 공항                  | T2          | [ 2 ] |
| 2019년 | 4    | 영국         | 히스로 공항                | T2          | [ 2 ] |
| 2019년 | 5    | 두바이       | 두바이 국제공항            | T3          | [ 2 ] |
| 2019년 | 6    | 싱가포르     | 싱가포르 창이 공항         | T4          | [ 2 ] |
| 2019년 | 7    | 일본         | 도쿄 국제공항              | 국제 터미널 | [ 2 ] |
| 2019년 | 8    | 중국         | 광저우 바이윈 국제공항     | T2          | [ 2 ] |
| 2019년 | 9    | 스페인       | 마드리드 바라하스 공항     | T4          | [ 2 ] |
| 2019년 | 10   | 아제르바이잔 | 헤이다르 알리예프 국제공항 | T1          | [ 2 ] |

#### 최우수 공항 직원 부문
| 년도   | 순위 | 국적       | 공항명             | 출처  |
| ------ | ---- | ---------- | ------------------ | ----- |
| 2019년 | 1    | 일본       | 나리타 국제공항    | [ 3 ] |
| 2019년 | 2    | 대한민국   | 인천국제공항       | [ 3 ] |
| 2019년 | 3    | 일본       | 도쿄 국제공항      | [ 3 ] |
| 2019년 | 4    | 일본       | 나고야 국제공항    | [ 3 ] |
| 2019년 | 5    | 싱가포르   | 싱가포르 창이 공항 | [ 3 ] |
| 2019년 | 6    | 일본       | 간사이 국제공항    | [ 3 ] |
| 2019년 | 7    | 타이완     | 타오위안 국제공항  | [ 3 ] |
| 2019년 | 8    | 홍콩       | 홍콩 국제공항      | [ 3 ] |
| 2019년 | 9    | 오스트리아 | 비엔나 국제공항    | [ 3 ] |
| 2019년 | 10   | 영국       | 히스로 공항        | [ 3 ] |

#### 최우수 공항 보안 부문
| 년도   | 순위 | 국적     | 공항명             | 출처  |
| ------ | ---- | -------- | ------------------ | ----- |
| 2019년 | 1    | 스위스   | 취리히 공항        | [ 4 ] |
| 2019년 | 2    | 일본     | 나리타 국제공항    | [ 4 ] |
| 2019년 | 3    | 일본     | 도쿄 국제공항      | [ 4 ] |
| 2019년 | 4    | 일본     | 나고야 국제공항    | [ 4 ] |
| 2019년 | 5    | 싱가포르 | 싱가포르 창이 공항 | [ 4 ] |
| 2019년 | 6    | 홍콩     | 홍콩 국제공항      | [ 4 ] |
| 2019년 | 7    | 대한민국 | 인천국제공항       | [ 4 ] |
| 2019년 | 8    | 타이완   | 타오위안 국제공항  | [ 4 ] |
| 2019년 | 9    | 일본     | 간사이 국제공항    | [ 4 ] |
| 2019년 | 10   | 독일     | 뮌헨 공항          | [ 4 ] |

#### 최우수 공항 출입국심사 부문
| 년도   | 순위 | 국적     | 공항명             | 출처  |
| ------ | ---- | -------- | ------------------ | ----- |
| 2019년 | 1    | 홍콩     | 홍콩 국제공항      | [ 5 ] |
| 2019년 | 2    | 일본     | 나리타 국제공항    | [ 5 ] |
| 2019년 | 3    | 일본     | 도쿄 국제공항      | [ 5 ] |
| 2019년 | 4    | 타이완   | 타오위안 국제공항  | [ 5 ] |
| 2019년 | 5    | 대한민국 | 인천국제공항       | [ 5 ] |
| 2019년 | 6    | 일본     | 나고야 국제공항    | [ 5 ] |
| 2019년 | 7    | 싱가포르 | 싱가포르 창이 공항 | [ 5 ] |
| 2019년 | 8    | 덴마크   | 코펜하겐 공항      | [ 5 ] |
| 2019년 | 9    | 독일     | 뮌헨 공항          | [ 5 ] |
| 2019년 | 10   | 일본     | 간사이 국제공항    | [ 5 ] |

#### 세계 최우수 청결 공항 부문
| 년도   | 순위 | 국적     | 공항명             | 출처  |
| ------ | ---- | -------- | ------------------ | ----- |
| 2019년 | 1    | 일본     | 도쿄 국제공항      | [ 6 ] |
| 2019년 | 2    | 일본     | 나고야 국제공항    | [ 6 ] |
| 2019년 | 3    | 싱가포르 | 싱가포르 창이 공항 | [ 6 ] |
| 2019년 | 4    | 대한민국 | 인천국제공항       | [ 6 ] |
| 2019년 | 5    | 일본     | 나리타 국제공항    | [ 6 ] |
| 2019년 | 6    | 카타르   | 하마드 국제공항    | [ 6 ] |
| 2019년 | 7    | 홍콩     | 홍콩 국제공항      | [ 6 ] |
| 2019년 | 8    | 타이완   | 타오위안 국제공항  | [ 6 ] |
| 2019년 | 9    | 일본     | 간사이 국제공항    | [ 6 ] |
| 2019년 | 10   | 스위스   | 취리히 공항        | [ 6 ] |

#### 최우수 공항 호텔 부문
| 년도   | 순위 | 국적           | 공항명                 | 호텔명            | 출처  |
| ------ | ---- | -------------- | ---------------------- | ----------------- | ----- |
| 2019년 | 1    | 싱가포르       | 싱가포르 창이 공항     | Crowne Plaza      | [ 7 ] |
| 2019년 | 2    | 중국           | 광저우 바이윈 국제공항 | Pullman           | [ 7 ] |
| 2019년 | 3    | 영국           | 히스로 공항            | Sofitel           | [ 7 ] |
| 2019년 | 4    | 독일           | 뮌헨 공항              | Hilton            | [ 7 ] |
| 2019년 | 5    | 오스트레일리아 | 브리즈번 공항          | Pullman           | [ 7 ] |
| 2019년 | 6    | 홍콩           | 홍콩 국제공항          | Regal             | [ 7 ] |
| 2019년 | 7    | 캐나다         | 밴쿠버 국제공항        | Fairmont          | [ 7 ] |
| 2019년 | 8    | 홍콩           | 홍콩 국제공항          | Sky City Marriott | [ 7 ] |
| 2019년 | 9    | 독일           | 프랑크푸르트 국제공항  | Hilton            | [ 7 ] |
| 2019년 | 10   | 중국           | 선전 바오안 국제공항   | Hyatt Place       | [ 7 ] |

## 세계 최우수 항공사상

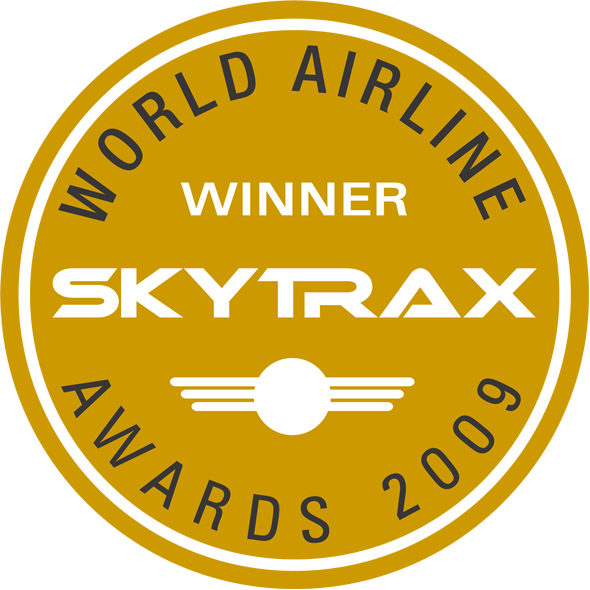
스카이 트랙스 2009년 세계최우수 항공사상 마크

스카이트랙스는 항공사 탑승기(평가)를 저장해 놓기도 하고, 항공사의 질을 평가해 높은 순으로 순위를 매겨 분류한다.

### 부문 상
- 세계 최우수 100대 항공사 부문
- 세계최우수 기내 승무원 부문
- 세계최우수 장거리 저가 항공사 부문
- 가장 개선된 항공사 부문
- 세계최우수 기내 청결도 부문
- 세계최우수 기내에서의 엔터테이먼트(이벤트) 부문
- 지역별최우수 항공사 직원 부문
- 세계최우수 공항에서의 서비스 부문
- 세계최우수 일등석(퍼스트클래스) 부문
- 세계최우수 비즈니스 클래스 부문
- 세계최우수 프리미엄 이코노미 클래스 부문
- 세계최우수 이코노미 클래스 부문
- 세계최우수 항공사 라운지 스파시설 부문

#### 세계 최우수 1위 항공사
| 년도   | 국적         | 항공사            | 출처  |
| ------ | ------------ | ----------------- | ----- |
| 2013년 | 아랍에미리트 | 에미레이트 항공   | [ 8 ] |
| 2012년 | 카타르       | 카타르 항공       | [ 8 ] |
| 2011년 | 카타르       | 카타르 항공       | [ 8 ] |
| 2010년 | 대한민국     | 아시아나 항공     | [ 8 ] |
| 2009년 | 홍콩         | 캐세이퍼시픽 항공 | [ 8 ] |
| 2008년 | 싱가포르     | 싱가포르 항공     | [ 8 ] |
| 2007년 | 싱가포르     | 싱가포르 항공     | [ 8 ] |
| 2006년 | 영국         | 영국항공          | [ 8 ] |
| 2005년 | 홍콩         | 캐세이퍼시픽 항공 | [ 8 ] |
| 2004년 | 싱가포르     | 싱가포르 항공     | [ 8 ] |
| 2003년 | 홍콩         | 캐세이퍼시픽 항공 | [ 8 ] |
| 2002년 | 아랍에미리트 | 에미레이트 항공   | [ 8 ] |
| 2001년 | 아랍에미리트 | 에미레이트 항공   | [ 8 ] |

## 세계 최우수 항공동맹상
스카이트랙스는 매년 아래와 같은 부문의 항공동맹를 뽑는다.
- 세계 최우수 항공동맹 부문
- 세계 최우수 항공동맹 라운지 부문

| 년도   | 세계 최우수 항공동맹 부문 | 세계 최우수 항공동맹 부문 | 세계 최우수 항공동맹 부문 | 세계 최우수 항공동맹 라운지 부문 |
| 년도   | 1위                       | 2위                       | 3위                       | 세계 최우수 항공동맹 라운지 부문 |
| ------ | ------------------------- | ------------------------- | ------------------------- | -------------------------------- |
| 2019년 | 스타얼라이언스            | 원월드                    | 스카이팀                  | 스타얼라이언스 LAX               |
| 2018년 | 스타얼라이언스            | 원월드                    | 스카이팀                  | 스타얼라이언스                   |
| 2017년 | 스타얼라이언스            | 원월드                    | 스카이팀                  | 빈칸                             |
| 2016년 | 스타얼라이언스            | 원월드                    | 스카이팀                  | 빈칸                             |
| 2015년 | 원월드                    | 스타얼라이언스            | 스카이팀                  | 빈칸                             |
| 2014년 | 원월드                    | 스타얼라이언스            | 스카이팀                  | 빈칸                             |
| 2013년 | 원월드                    | 스타얼라이언스            | 스카이팀                  | 빈칸                             |

## 같이 보기
- 세계 최우수 100대 항공사
- 세계 최우수 100대 공항